# Лагрифуль, Анри
Анри-Альбер Лагрифуль (фр. Henri-Albert Lagriffoul; 1907—1981) — французский скульптор.

## Биография
Анри Лагрифуль родился в Париже в 1907 году. Закончил лицей Тюрго. Один из учителей посоветовал ему связать свою жизнь с наукой, но Анри решил стать скульптором. В 1924 году он поступил в Школу изящных искусств, где его учителем стал Поль Ландовски.

## Довоенная карьера
В 1932 году Лагрифуль получил Римскую премию за свою скульптуру. В течение трёх лет он работал на Вилле Медичи, где создал свой первый шедевр. Он женился на коллеге — скульпторе Жермене Рессегье (Rességuier), в браке с которой родилось двое детей. Вернувшись в Париж, Лагрифуль создал свою мастерскую на улице Мазарини. Как и многие художники, он работал на Международной выставке 1937 года и создал четыре больших барельефа для Дворца Шайо (ныне в музее в Мон-де-Марсан). В том же году он создал большой бронзовый бюст Рене-Робера Кавелье де Ла Саля.

## Продолжение карьеры

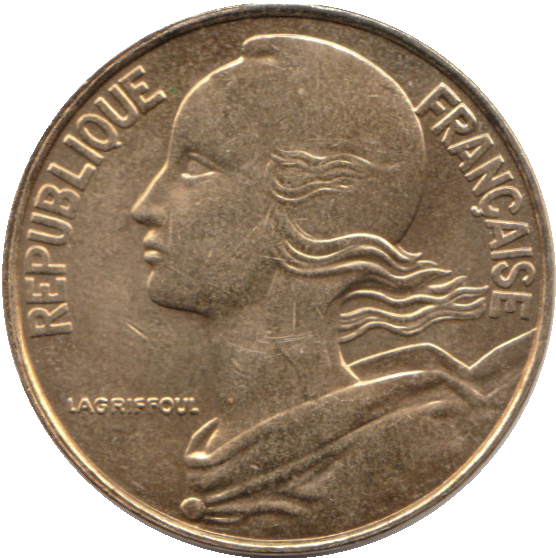
Аверс монеты Двадцать сантимов, разработанный Лагрифулем

Во время Второй мировой войны Лагрифуль получил награду — Военный крест 1939—1945. После войны он занимается архитектурой. Он создал памятник политическим ссыльным в 1949 году, изобразив страдания мучеников и их решимость бороться с тиранией. В 1950 году он создаёт для медицинского факультета в Париже, на улице Rue des Saints-Pères, барельефы на тему египетской медицины. В 1952 году Анри создаёт каменную статую для Совета Президиума, которая находится в вестибюле Отеля де Монталиве, напротив дворца Матиньон. В 1957 году он выгравировал большой камень на товарной бирже в Гавре. Он также является автором бронзового барельефа, выполненного в виде сердца, которое разрывается от колючей проволоки, расположенного на Мемориале Боевой славы Франции (Mémorial de la France combattante) в Мон-Валериане, в 1959 году.